# 22 кулі: Безсмертний
«22 кулі: Безсмертний» (фр. L'Immortel) — французький кримінальний трилер Рішара Беррі за романом Франса-Олівера Гісбера. Фільм вийшов 24 березня 2010 року у світі, а 8 квітня 2010 — в Україні. Автор українського перекладу — Сергій SKA Ковальчук.

## Опис сюжету
Шарлі Матеї в минулому був гангстером і жив поза законом. В останні три роки він вів спокійне мирне життя і присвячував себе своїй сім'ї — дружині і двом дітям. Але хтось вирішив помститися йому за минулі справи і кілеру доручили вбити Шарлі: одного разу ранком його залишили помирати на підземній стоянці в Марселі з двадцятьма двома кулями в тілі. Але всупереч всім очікуванням, він не помирає і захоче знайти організаторів замаху.
Він вимушений протистояти своєму колишньому другу, який за його спиною став розповсюджувати наркотики в Марселі. Але оскільки авторитет Шарлі був дуже високий, його хочуть прибрати. Для цього на місце виїжджають Тоні Заккія і шестеро його підручних, а також Мартен Бодінар (права рука Шарлі). Причому останньому Заккія не сказав, кого їдуть вбивати.

## Художня цінність
Фільм заснований на реальних подіях. У Франції, в Марселі жив Жак Імбер (Jacques Imbert), відомий як Жакі льо Ма («Безумний») (Jacky Le Mat («le Fou»)) на прізвисько ле Мату (le Matou). 1 лютого 1977 року в нього було випущено 22 кулі, точніше, 7 куль 11.43 і 15 картечин. Але фільм не є біографічною розповіддю, оскільки всі інші події в ньому вигадані.

## Акторський склад
- Жан Рено — Шарлі Матеї
- Кад Мерад — Тоні Заккія
- Жан-П'єр Дарруссен — Мартін Бодінар
- JoeyStarr — Le Pistachier
- Рішар Беррі — Ауреліо Рамполі
- Марина Фоїс — Марі Гольдман
- Філіпп Маньян — Поті, глава поліції Марселя
- Клод Жансак — мадам Фонатроза
- Данієль Лунд — Малек Телаа
- Фані Коларова — Крістель Маттеї
- Венантіно Венантіні — Падовано
- Мусса Мааскрі — Карім
- Дені Браччіні — Le boumian
- Монік Шометт — медемуазель Фонтароза
- Карло Брандт — Фонтароза
- Катрін Самі — Стелла Маттеї
- Макс Бесетт де Малглейв — Анатоль Маттеї
- Марсаль Безо — Френк Рабу
- Гійом Гуї — Le morvelous
- Люк Пелан — Паскаль Васетто
- Домінік Тома — Пападардо
- Люсі Фнн — Пат Нгуєн
- Жан-Жером Еспозіто — Рошегуд
- Седрік Аппієтто — Марко Ешінар
- Габрієлла Райт — Ясміна Телаа
- Жозефін Беррі — Єва Маттеї
- Джессіка Форд — Клотильда
- Лорен Касанова — П'єтон
- Зохра Беналі — мати Каріма
- Бенхаїсса Ахуарі — батько Каріма
- Мелезе Бузід — Наділа
- Самір Джама — Нордін